# Temperatura di Krafft
La temperatura di Krafft, o punto di Krafft, è più precisamente un ristretto intervallo di temperatura al di sopra del quale la solubilità di un tensioattivo aumenta nettamente. A questa temperatura la solubilità diviene uguale alla concentrazione micellare critica ed è quindi possibile la formazione di micelle. 
La temperatura di Krafft è un punto di cambiamento di fase al di sotto del quale il tensioattivo resta in forma cristallina, persino in soluzione acquosa. L'aumento di entropia favorisce la distruzione della struttura cristallina a vantaggio della formazione delle micelle, che tra l'altro permettono di raggiungere un sistema ulteriormente stabilizzato grazie alle interazioni idrofobiche.
Come prevedibile in base alla diversa forza di van der Waals, catene idrocarburiche più lunghe implicano un aumento della temperatura di Krafft.
Deve il suo nome al chimico tedesco Friedrich Krafft.